# (I Like) the Way You Love Me
(I Like) the Way You Love Me è un brano musicale del cantante statunitense Michael Jackson estratto l'8 luglio 2011 come quarto e ultimo singolo dall'album postumo Michael (2010), e pubblicato dalla Epic Records.
Il singolo è uscito solo in formato digitale in Sud Corea e per l'airplay radiofonico in Italia.
Il brano apparve per la prima volta nel 2004 nella raccolta Michael Jackson: The Ultimate Collection, anche se in una versione arrangiata diversamente e con il titolo originale The Way You Love Me.

## Tracce
Download digitale
1. (I Like) the Way You Love Me (Album Version)

## Classifica
| Classifica (2011) | Posizione massima |
| ----------------- | ----------------- |
| Italia (Airplay)  | 64                |